# Croix de La Chaise-Dieu
La croix de La Chaise-Dieu est une croix monumentale située à La Chaise-Dieu, en France.

## Généralités
La croix est située près de l'église abbatiale, à droite de l'escalier principal, sur le territoire de la commune de La Chaise-Dieu, dans le département de la Haute-Loire, en région Auvergne-Rhône-Alpes, en France.

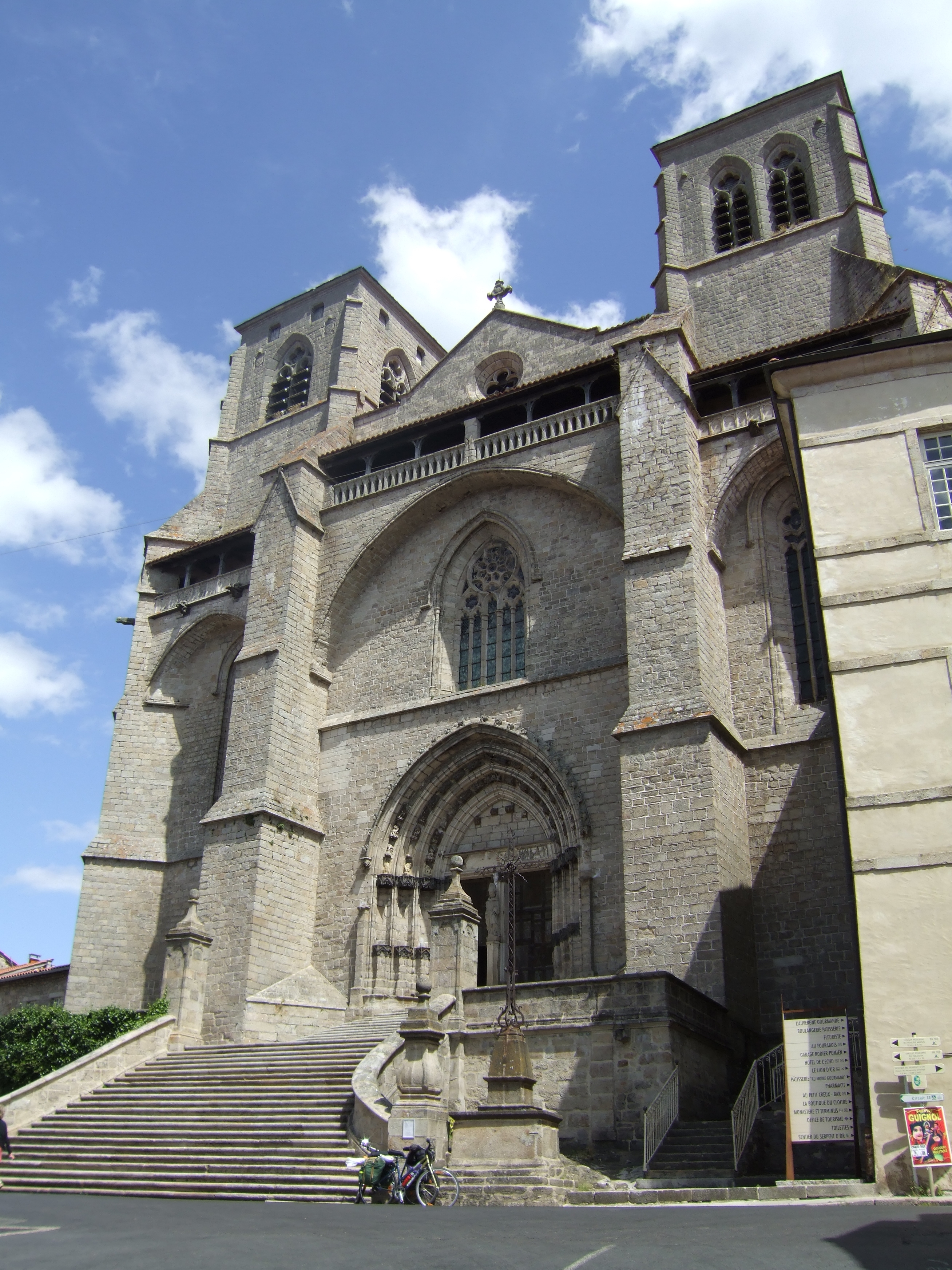
La croix au pied de l'escalier de l'abbatiale

## Historique
La croix est datée du XVIIIe siècle ou du XIXe siècle.
La croix est inscrite au titre des monuments historiques par arrêté du 11 juin 1930.

## Description
La croix est en fer forgé. Elle est constituée de deux tiges droites dans lesquelles s'encadrent des rinceaux. A l'intersection des croisillons, une couronne, d'où partent des « rayons ondulés »,  est présente. Les extrémités sont terminées par des cœurs ouvragés et sa base est ornée de volutes feuillagées.